# チャールズ・ディケンズ
チャールズ・ジョン・ハファム・ディケンズ（英: Charles John Huffam Dickens、 1812年2月7日 - 1870年6月9日）は、ヴィクトリア朝時代を代表するイギリスの小説家である。主に下層階級を主人公とし弱者の視点で社会を諷刺した作品を発表した。
新聞記者を務めるかたわらに発表した作品集『ボズのスケッチ集』から世にでる。英国の国民作家とも評されていて、1992年から2003年まで用いられた10UKポンド紙幣に肖像画が描かれている。英語圏では、彼の本、そして彼によって創造された登場人物が、根強い人気を持って親しまれている。『オリバー・ツイスト』『クリスマス・キャロル』『デイヴィッド・コパフィールド』『二都物語』『大いなる遺産』などは、忘れ去られることなく現在でも度々映画化されており、英語圏外でもその作品が支持され続けていることを反映している。

## 生涯

### 困苦の少年時代
海軍の会計吏ジョン・ディケンズとエリザベスの長男として、ハンプシャー州のポーツマス郊外のランドポートに生まれた。2歳のときにロンドンに、5歳のときにケント州（現在は独立行政区メドウェイ）の港町チャタムに移る。チャタムでは6年間を過ごし、ディケンズの心の故郷となった。少年期は病弱であり、フィールディング、デフォー、セルバンテスなどを濫読した。

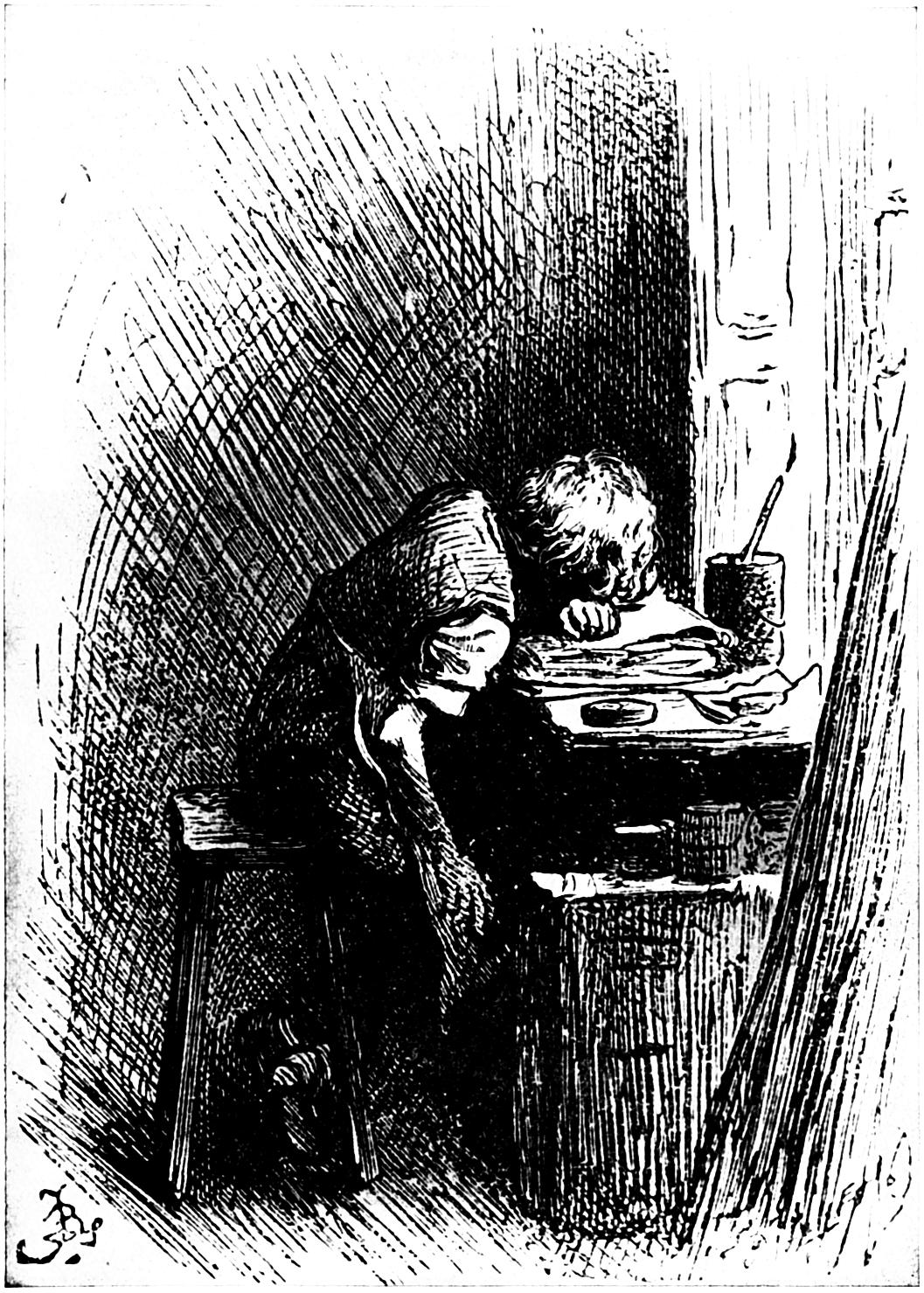
靴墨工場のディケンズ

ディケンズの家は中流階級の家庭であったが、父親ジョンは金銭感覚に乏しい人物であり、母親エリザベスも同様の傾向が見られた。そのため家は貧しく、ディケンズが学校教育を受けたのは、2度の転校による4年のみであった。1822年の暮れに一家はロンドンに移っていたが、濫費によって1824年に生家が破産した。ディケンズ自身が12歳で独居し、親戚の経営していたウォレン靴墨工場へ働きに出されることになった。さらに借金の不払いのため、父親がマーシャルシー債務者監獄に収監された。家族も獄で共に生活を認められていたが、ディケンズのみは一人靴墨工場で働かされた。この工場での仕打ちはひどく、彼の精神に深い傷を残した。数ヵ月後に父親の出獄が認められた。祖母の遺産によるものとの説がある。ディケンズはウェリントン・ハウス・アカデミーへ行くことが認められたが、このとき母親に強く反対された。このことも彼の心に強く残った。父親はのちに、『デイヴィッド・コパフィールド』の登場人物の一人であるミコーバー氏のモデルとなったとされている。

### 新聞記者から作家に
1827年からエリス・アンド・ブラックモア法律事務所に事務員として勤めたが、のちジャーナリストになることを決心し、速記術の習得に取り掛かった。これを修了すると事務所を辞め、法廷の速記記者となった。ディケンズは芝居好きであったが、このころ俳優になろうとしたこともあった。20歳前後から諸雑誌から仕事の声がかかるようになり、1834年に『モーニング・クロニクル』紙の報道記者となり、ジャーナリストとしての活動が本格化する。
定職の片手間に「ボズ（英: Boz）」という筆名で書き始めた投稿エッセイが1833年、初めて『マンスリー・マガジン』誌に掲載され感激、その後も継続して書き続ける。なお、この時期の筆名の「ボズ」とは、ディケンズの弟オーガスタスに付けられたあだ名に由来するとされる。こうしたエッセイは後にまとめられ、1836年、第1作『ボズのスケッチ集』として発表された。優れた批評眼が注目を浴びた。
同年、編集者の娘であるキャサリン・ホガースと結婚した。2人は10人の子をもうけたが、性格の不一致のため結婚生活はうまくいかなかった。なお、ディケンズはキャサリン・ホガースよりもその妹のキャサリン・メアリを愛していたが、まだ幼かったこともあり、結局その姉と結婚した。メアリは、ディケンズの結婚後もディケンズ夫妻の住まいに同居していた。翌年彼女は急死し、ディケンズにしばらく執筆活動を中断させるほどの打撃を与えた。

### 国民作家として
続いて発表した『ピクウィック・ペーパーズ』がサム・ウェラーの登場後に大人気となり、第一流の小説家として文才を認められた。さらに雑誌『ベントリーズ・ミセラニー』の編集長を務め、同誌に初めて筋書きのある長編小説『オリバー・ツイスト』を発表、小説家としてのディケンズの人気はその後、終生衰えることがなかった。その後は虐待学校を題材にした『ニコラス・ニクルビー』、悲劇的な物語『骨董屋』などを発表。『クリスマス・キャロル』（1843年）以後毎年刊行された「クリスマス・ブックス」ものは子供から高い人気を得た。先に出た『ニコラス・ニクルビー』や『骨董屋』などの作品や、以後の作品では、主人公は多く孤児であり、チャールズの少年時代の体験が影響している。
このころ、ジョン・フォースターと親交を結ぶ。またベン・ジョンソンの『十人十色』を友人らと上演する。義捐基金のための素人演劇で、もっぱら演出と主演を兼ねた。
1842年に妻とともに訪米し、長期のアメリカ旅行を行った。ただ、南北戦争前夜の米国は、当時の著作権問題などもあって良い印象を与えなかった。そのため、帰国後に発表した小説『マーティン・チャズルウィット』や、旅行記『アメリカ紀行』で記した米国観はあまり良いものではなく、米国でも不評であった。ただし、南北戦争後の1867年に再訪した際には、大歓迎を受けて印象を改めている。

### 後期の作品と晩年
『ドンビー父子』の次の作品『デイヴィッド・コパフィールド』は自伝的要素が強い作品で、このころの作品から次第に社会的要素を取り入れた、凄惨な作風へと変化していく。ヴィクトリア朝の社会を批判した『荒涼館』や、社会制度を批判した『リトル・ドリット』、フランス革命を背景とした『二都物語』、失意の人々を描く『大いなる遺産』などである。
編集長としても、1850年から『ハウスホールド・ワーズ』、1859年から『オール・ザ・イヤー・ラウンド』をまとめ、ギャスケル夫人やコリンズなどの作家や、アデレード・アン・プロクターのような詩人に作品発表の場を与えた。もっとも、編集者としては勝手に小説の内容に手を入れるなどというワンマンぶりもよく知られている。また慈善事業や講演といった活動も行っている。
晩年はエレン・ターナンと不倫関係にあり、1858年から妻とは別居。これはディケンズの死後まで公的には秘密にされていた。創作力の衰えと並行して、執筆を離れて公衆の前での公開朗読に熱中し、過労で死期を早めた（2度目の米国旅行の際にも、各地で公開朗読を行っている）。1865年には鉄道の事故に巻き込まれて九死に一生を得る（ステープルハースト鉄道事故）。この事件も、晩年の作品に目立つ暗い影の一因ではないかと言われている。
1870年6月9日、『エドウィン・ドルードの謎』を未完のまま、ケント州ギャッズ・ヒルの広壮な邸宅で、脳卒中により58歳で死去した。ディケンズ自身はロチェスターに一私人としての埋葬を希望していたが叶えられず、ウェストミンスター寺院の詩人の敷地に埋葬された。墓碑銘は “He was a sympathiser to the poor, the suffering, and the oppressed; and by his death, one of England's greatest writers is lost to the world.”（「故人は貧しき者、苦しめる者、そして虐げられた者への共感者であった。その死により、世界から、英国の最も偉大な作家の一人が失われた 」）となっている。

## 作風

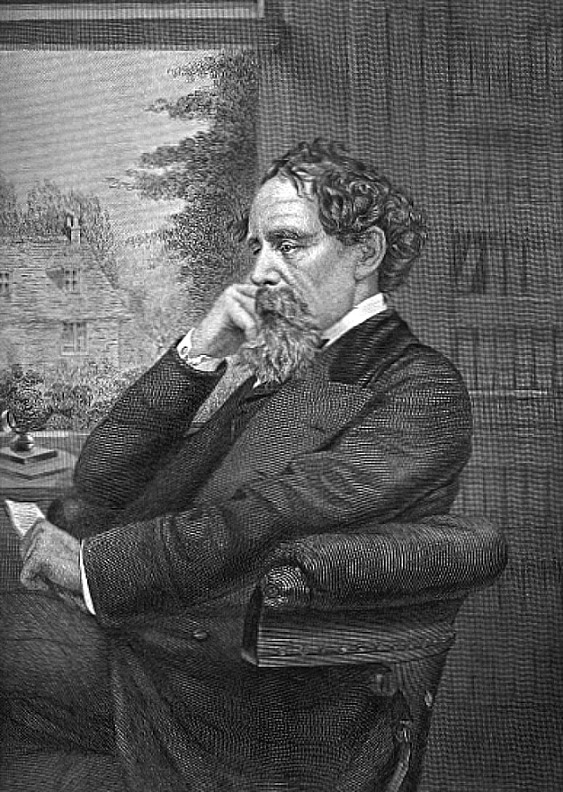

一般にプロット構成にはやや難があり、最良の部分は人物描写などの細部にある、と言われることが多い。多作家でもあるため出来栄えにムラがあるが、『大いなる遺産』などの名作では、そうした描写力に、映画のカメラワークにも似た迫真のストーリー・テリングが加わり、読者をひきつける。精密な観察眼と豊かな想像力で、時代社会の風俗を巧みに描いた。日常生活の描写は具体的で、丹念に細部に亘って生き生きと写し出されており、登場人物の性格はシェイクスピアのそれに比して多種多様であり、ほとんどが典型として戯画化されているにもかかわらず、型を破ってはみ出すような生命力に満ちている。とくに前期の作品においては主人公に個性があまり見られず、脇役にこうした特色を与えることで作品を立体的に盛り上げている。
また、幼少時の貧乏の経験からおのずと労働者階級に同情を寄せ、時に過度に感傷的になることもあるが、常に楽天主義と理想主義に支えられ、ことに初期の作品には暖かいユーモアとペーソスが漂っている。その点、ヴィクトリア朝の代表作家として並び称され、中・上級階層を中心に描いたサッカレーとは対照的である。後期には、健康状態の衰えなどの影響もあって徐々に悲観的な価値観に傾斜していき、作品発表のペースも落ちた。初期の明るいユーモアや天才的なキャラクター造形は目立たなくなっているものの、プロットは複雑で深遠になり、主題を強調することに成功している。ただし偶然に頼ったご都合主義の物語展開や、最後をめでたく終わるといった典型は最後まで残った。これは月刊分冊という発表形態で、売れ行きや人気を考えてあらすじや登場人物を変えていったためである。
作品（エッセイ・小説）を通しての社会改革への積極的な発言も多く、しばしばヴィクトリア朝における慈善の精神、「クリスマスの精神」の代弁者とみなされる。貧困対策・債務者監獄の改善などへの影響も大きかった。しかし、一方で帝国主義的な色合いもあり、ジャマイカ事件ではカーライルなどと共に総督エア側に与し、エアを弾劾するミルらと論争したことが知られている。ただし、年代の違いもあって、一般にはキプリングのように人種差別主義者などと露骨に批判されているわけではない。
最終作『エドウィン・ドルードの謎』は、コリンズなどの影響もあって、ミステリーのプロットを導入し、後期のディケンズの中でも特に陰鬱な雰囲気に包まれた野心的な作品であった。しかし、作者の死により全体の半ばほどを残してついに未完に終わった。そのため、犯人（正確には、表題人物の失踪の原因）は不明のままであり、さまざまな説が提唱されている。
殺人の謎解きは『バーナビー・ラッジ』ですでに登場しており、これが世界初の推理小説と言われることもある。

## 批評史
没後、そのストーリーの通俗性、あらすじの不自然さ、キャラクターの戯画化などのために、通俗作家として、芸術至上主義的な19世紀文壇からは批判された。確かに分冊販売という発表形態のために、人気の上下動を見て、もともと考えていた筋に執着せずに、時に強引とも思えるストーリーの変更を行った。特に『マーティン・チャズルウィット』や『ニコラス・ニクルビー』などではプロットの不自然さが目立つ。
しかし、一般大衆の人気がこうした批評で衰えることはなかった。プルースト、ドストエフスキーなどの小説家も愛読者として知られ、ギッシング、チェスタトン、ジョージ・オーウェルなども優れた評伝を寄せている。トルストイはディケンズをシェイクスピア以上の作家であると評価しているほどである。近年ではエンターテイナーとしてだけでなく、小説家としても作品の再評価が進んでおり、小説が映画、ドラマなどで映像化されることも多い。弱点こそあれ、現在の評価は、英国の国民作家という位置に、ほぼ復していると言える。
日本においては、『オリヴァー・トゥイスト』『大いなる遺産』など複数の出版社から文庫化され、ロングセラーとなっているものもあるが、その膨大な作品量も災いして、ディケンズの翻訳全集は、昭和初期の日本に舞台を移した翻案に近い選集を除いて存在しないという状況にある。ただし、2010年に田辺洋子個人による長編全訳が完成した。
ディケンズの生涯と作品を研究する団体として、ディケンズ・フェロウシップ日本支部がある。

## 主要作品
- ボズのスケッチ集（英: Sketches by Boz、1836年）
- ピクウィック・クラブ（英: The Pickwick Papers、1836年 - 1837年）
- オリヴァー・トゥイスト（英: Oliver Twist、1837年 - 1839年）
- ニコラス・ニクルビー（英: Nicholas Nickleby、1838年 - 1839年）
- 骨董屋（英: The Old Curiosity Shop、1840年 - 1841年）
- バーナビー・ラッジ（英: Barnaby Rudge、1841年）
- マーティン・チャズルウィット（英: Martin Chuzzlewit、1843年 - 1844年）
- クリスマス・キャロル（英: A Christmas Carol、1843年）
- ドンビー父子（英: Dombey and Son、1846年 - 1848年）
- デイヴィッド・コパフィールド（英: David Copperfield、1849年 - 1850年）
- 荒涼館（英: Bleak House、1852年 - 1853年）
- ハード・タイムズ（英: Hard Times、1854年）
- リトル・ドリット（英: Little Dorrit、1855年 - 1857年）
- 二都物語（英: A Tale of Two Cities、1859年）
- 大いなる遺産（英: Great Expectations、1860年 - 1861年）
- 互いの友（英: Our Mutual Friend、1864年 - 1865年）
- エドウィン・ドルードの謎（英: The Mystery of Edwin Drood、1870年）
  - 作品名の日本語訳については安定していないものもある。たとえば『ピクウィック・クラブ』については田辺訳では『ピクウィック・ペーパーズ』となっているほか、岩波文庫のディケンズ短編集では『ピクウィック・クラブ遺文録』としている。『互いの友』もちくま文庫版では『我らが共通の友』となっている。

作品以外の訳書
- 『ディケンズ全集　書簡集』全12巻、田辺洋子訳、萌書房、2021年-
- 『アメリカ探訪／イタリア小景』田辺洋子訳、溪水社、2016年（多数の訳書刊）

## 子孫
- ケート・ペルジーニ（1839年 - 1929年） - 娘。画家。
- モニカ・ディケンズ（1915年 - 1992年） - 曾孫。小説家。
- ハリー・ロイド（1983年 - ） - 俳優。5世代後の子孫。

## ディケンズが登場するフィクション
- ウィリアム・J・パーマーによるシリーズ
  - The Detective and Mr. Dickens（1990年）  『文豪ディケンズと倒錯の館』
  - The Highwayman and Mr. Dickens: An Account of the Strange Events of the Medusa Murders（1992年）
  - The Hoydens and Mr. Dickens: The Strange Affair of the Feminist Phantom（1997年）
  - The Dons and Mr. Dickens: The Strange Case of the Oxford Christmas Plot（2000年）
- 『ドクター・フー』シーズン1 第3話「賑やかな死体」（2005年）
- ダン・シモンズ（英: Drood、2009年）
- マジックツリーハウス第30巻 「ロンドンのゴースト」（日本語版発行 2011年）
- ディーディ, ランダル『チェシャーチーズ亭のネコ』山田順子訳(東京創元社, 2014)．The Cheshire cheese cat: A Dickens of a tale, 2011の訳．『二都物語』の書き出しに苦しむディケンズが登場する．
- アサシン クリード シンジケート（ユービーアイソフト 2015年）
- フランケンシュタイン・クロニクル (2015年からイギリスITVで放送されたテレビドラマシリーズ)
- プレミアム音楽朗読劇VOICARION『Mr.Prisoner』(声：上川隆也、原作・脚本・演出：藤沢文翁、初演2016年、再演2019年、再々演2024年)